# 董俸
董俸（15世紀—16世紀），字公爵，江西饒州府德興縣八都人，明朝政治人物。

## 生平
董俸是弘治十一年（1498年）戊午科江西鄉試舉人，十八年（1505年）會試中副榜，授全州學正，改任廣德州，正德年間調官臨湘知縣，為政仁恕，愛護人民，尤其擅長誘進士子，因父母去世回鄉，人們都攀轅哭送，之後兩次出任鄉試考官，取錄士子都中進士，擢補朝廷六部未赴任，死後入祀廣德和臨湘的名宦祠。

## 引用
1. 1 2  同治《德興縣志·卷八·人物志》：董俸，字公爵，弱冠領鄉薦，中會試乙榜，厯全州、廣德學正，轉臨湘【、江夏】令，兩校鄉試所拔士旋魁天下，擢補部曹未赴，祀廣德、臨湘名宦祠。
2. ↑  同治《德興縣志·卷七·選舉志》：鄉舉……宏治十一年戊午科 董俸 公爵，八都人，見本傳
3. ↑  光緒《臨湘縣志·卷九·秩官志》：董俸，字公爵，江西德興人，正德閒知縣事，仁恕詳明，勞於撫字，尤善誘士類，民安士化，後以憂歸，攀轅泣送者甚眾。